# مسجد بازار بزرگ لنکران
مسجد بازار بزرگ لنکران (به لاتین: Boyuk Bazar Mosque) یک مسجد در جمهوری آذربایجان است که در لنکران واقع شده‌است. این مسجد به دستور کابینه وزیران جمهوری آذربایجان به تاریخ ۲ اوت ۲۰۰۱، تحت حفاظت دولت به عنوان بنای معماری تاریخی و فرهنگی با اهمیت محلی (شماره ۴۸۰۵) قرار گرفت.

## ویژگی‌ها
این مسجد در سال‌های نخست سده ۱۹ میلادی ساخته شد و هم‌اکنون قدیمی‌ترین مسجد شهر است. دیوارهای مسجد از آجرهای سرخ‌رنگ ساخته شده است و سقف با کاشی و سرامیک پوشانده شده است.
نام مسجد برگرفته از موقعیت مکانی آن در بازار بزرگ (Böyük Bazar) در مرکز شهر لنکران است. تا سال ۱۹۲۹، شش تکیه در مسجد وجود داشت و نام آن‌ها به نمایندگی از کسانی که آن‌ها را ساختند گرفته شد. تکیه کربلایی حسین، ژنرال میرعباس‌خان تالشینسکی، کریموف‌ها، حاجی مناف و حاجی علی‌عسگر. تکیه‌های پس از اشغال این شهر توسط نیروهای ارتش شوروی در دهه ۱۹۳۰ نابود شدند. البته تکیه حاجی حاجی‌آقا اکبروف بدون تغییر باقی ماند. از این مسجد در ۱۹۳۸-۱۹۸۰ به عنوان کارخانه نان استفاده می‌شد. در میان ۱۹۸۰ تا ۱۹۹۰ میلادی یک گالری و نمایشگاه در آن وجود داشت.
این مسجد شامل یک ساختمان اصلی و کمکی و یک مناره است. مناره اصلی مسجد توسط رژیم شوروی ویران شد و در سال ۱۹۹۵ یک مناره ۳۶ متری نو ساخته شد. مساحت مسجد ۵۰۰ متر مربع است و گنجایش ۵۵۰ تن نمازگزار را دارد.

## نگارخانه

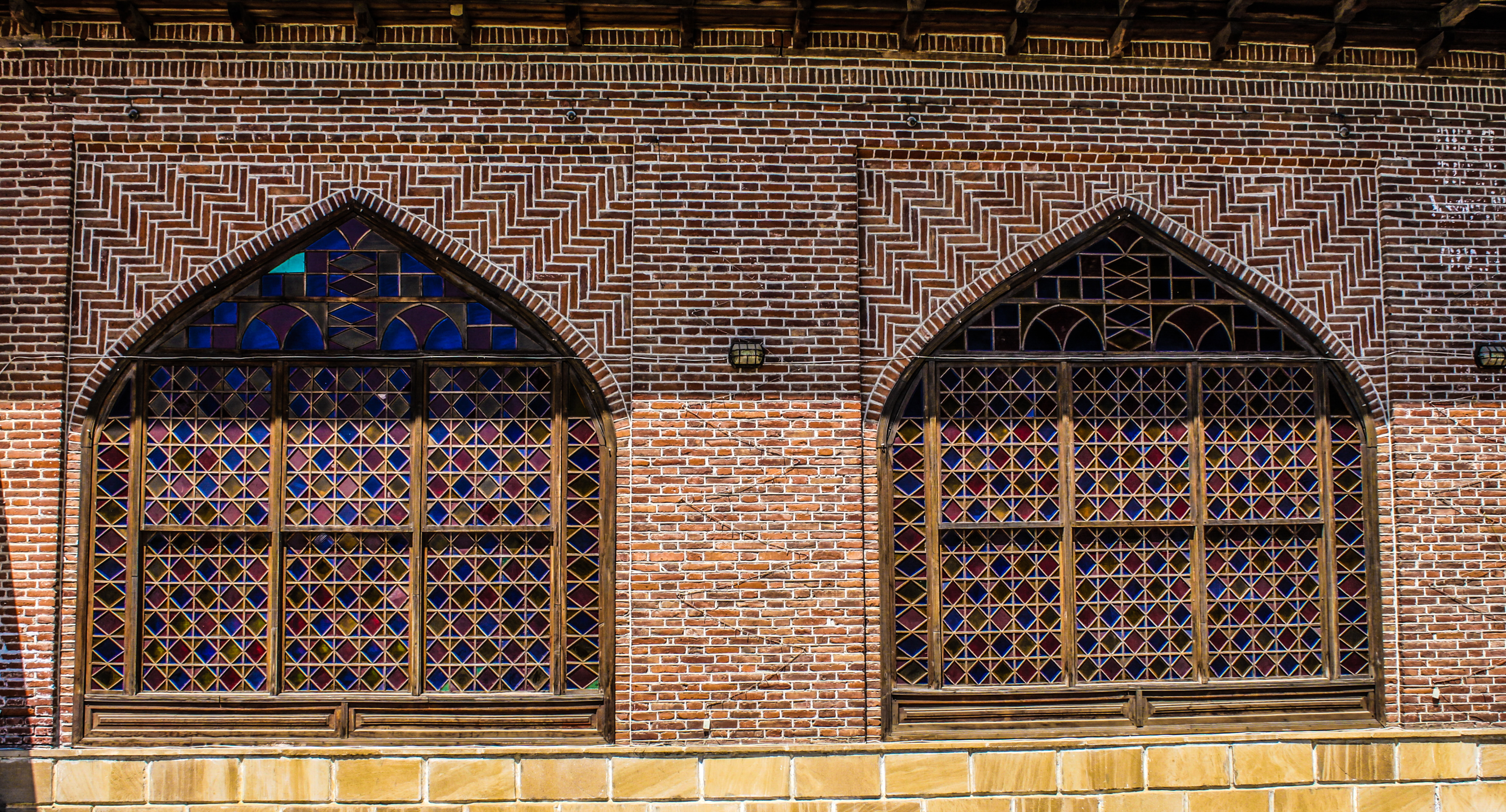
نمایی از دیواره مسجد
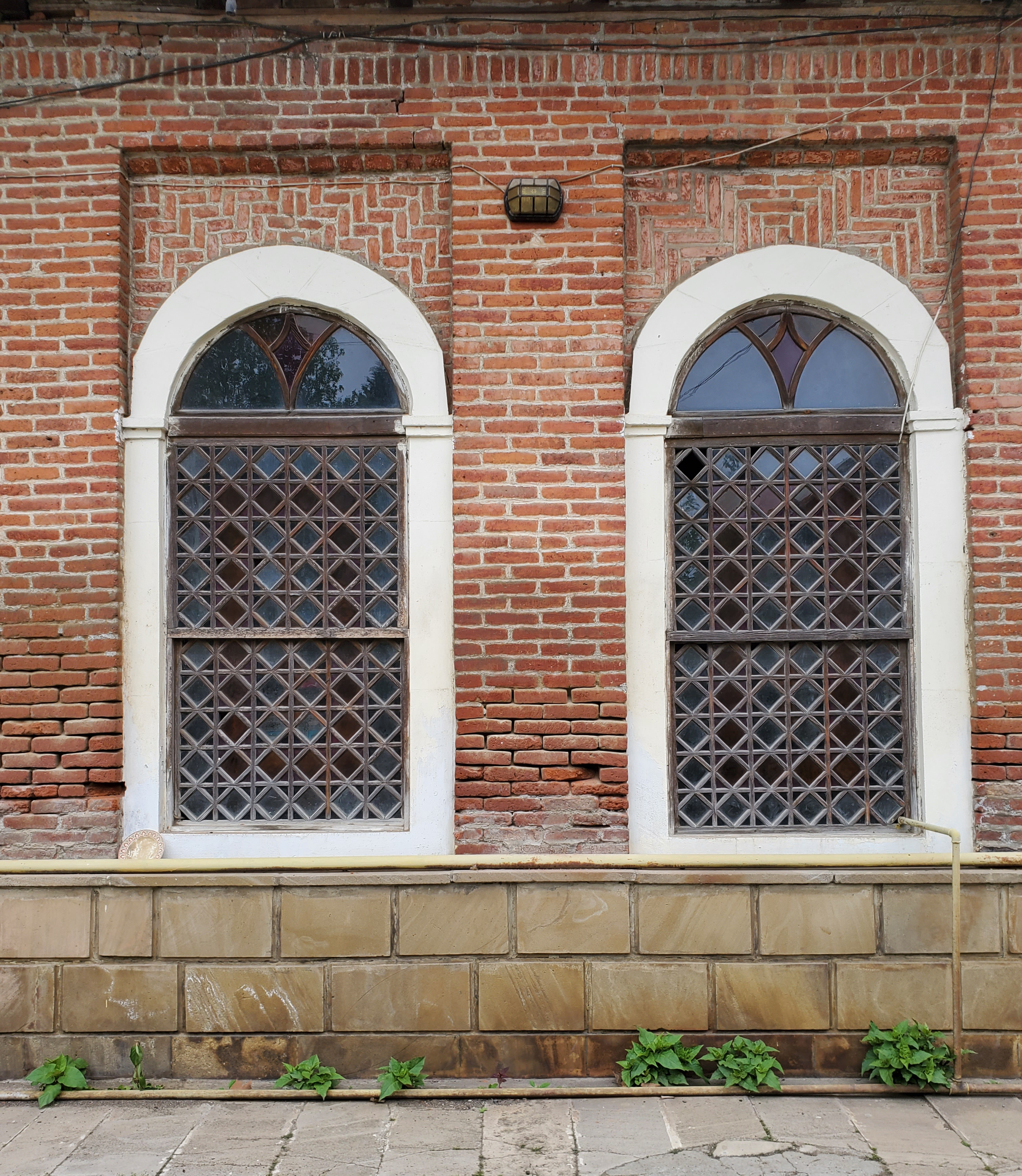
تکیه حاجی حاجی‌آقا اکبروف
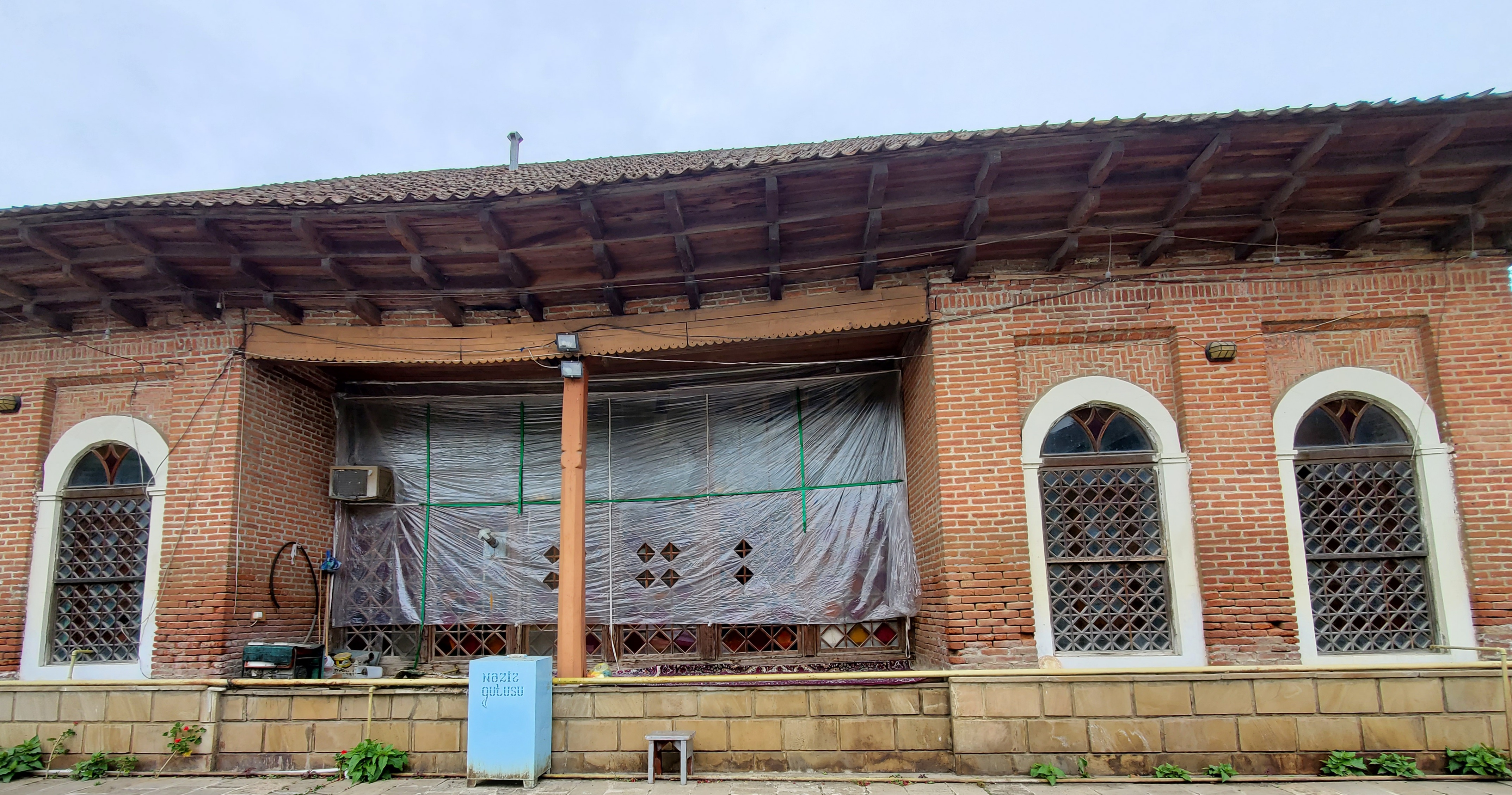
تکیه حاجی حاجی‌آقا اکبروف